# Little Jeannie
«Little Jeannie» es una canción interpretada por el músico inglés Elton John de su decimocuarto álbum de estudio 21 at 33, lanzado en agosto de 1980. La canción fue escrita por John y Gary Osborne.
En Estados Unidos "Little Jeannie" alcanzó el número uno de la Billboard Adult Contemporar y número tres en el Billboard Hot 100, mientras que en el Reino Unido llegó al número 33 de la UK Singles Chart. En Canadá alcanzó el número uno de la RPM Top Singles y el 2 de la RPM Adult Contemoray. También fue Top 10 en varios países como Australia, Nueva Zelanda, Sudáfrica y Suiza.
"Little Jeannie" fue certificado Oro en Estados Uniios por la Recording Industry Association of America (RIAA) y en Canadá por la Canadian Recording Industry Association. 

## Posicionamiento en listas
| Lista (1980)                                  | Máxima posición |
| --------------------------------------------- | --------------- |
| Alemania (Offizielle Deutsche Charts)         | 23              |
| Australia (Kent Music Report)                 | 9               |
| Bélgica (Flandes) (Ultratop 50)               | 20              |
| Canadá (RPM Top Singles)                      | 1               |
| Canadá (RPM Adult Contemporary)               | 2               |
| Estados Unidos (Billboard Hot 100)            | 3               |
| Estados Unidos (Billboard Adult Contemporary) | 1               |
| Nueva Zelanda (Recorded Music NZ)             | 5               |
| Reino Unido (UK Singles Chart)                | 33              |
| Sudáfrica (Springbook Chart)                  | 8               |
| Suiza (Schweizer Hitparade)                   | 4               |

## Certificaciones
| País                  | Certificaciones | Ventas     |
| --------------------- | --------------- | ---------- |
| Canadá (Music Canada) | Oro             | 75,000^    |
| Estados Unidos (RIAA) | Oro             | 1,000,000^ |

## Personal
- Elton John - voz principal, coros
- James Newton Howard – Fender Rhodes, Yamaha CS-80
- Richie Zito - guitarra acústica
- Reggie McBride - bajo
- Nigel Olsson - batería
- Jim Horn - arreglos de metales, Flautín, saxofón alto
- Chuck Findley - trombón, trompeta
- Jerry Hey - fliscorno
- Bill Champlin - coros
- Max Gronenthal - coros
- Dee Murray - coros